# 井関尚栄
井関 尚栄（いせき しょうえい、1911年11月14日 - 1986年3月17日）は、日本の法医学者。ノーベル賞候補にも挙がった日本の法医学会が世に誇る研究者。

## 略歴
- 1911年　福井県坂井郡丸岡町（現坂井市）で出生。父井関九平は福井師範学校卒の教育者で大谷尋常高等小学校校長。
- 1934年　旧制官立金沢医科大学（現・金沢大学医学部）卒。法医学教室に入る（古畑種基教授）。
- 1937年　東京帝国大学医学部法医学教室に転任。
- 1938年　「家兎の血清学体質」で医学博士を授与される。
- 1944年　陸軍軍医少尉として八丈島に駐屯。
- 1945年　前橋医専（現群馬大学医学部）教授に就任。
- 1953年　日本法医学会賞受賞。
- 1955年　日本遺伝学会賞受賞。日本人類遺伝学会発起人の一人となる。
- 1956年　「微生物の免疫遺伝学的研究」で学士院賞を受賞。
- 1958年　日本法医学会総会会長。
- 1969年　「酵素による血液型の転換に関する実験的研究」で2度目の学士院賞を受賞。日本人類遺伝学会賞受賞。
- 1972年　警察庁科学警察研究所長となる。弘前大学教授夫人殺人事件再審請求血痕再鑑定に於いて、検察側鑑定人千葉大学医学部法医学教室教授木村康を食事の名目で呼び出し、「いまさら古い事件を引っ掻き回すな」「法医学の権威を守れ」と再鑑定をしない様圧力を掛けた。
- 1976年　学士院会員に選ばれる（終身）。
- 1985年　警察庁科学警察研究所退官、特別顧問に就任。
- 1986年　福井医科大学付属病院にて逝去。享年74。

## 関連書籍・雑誌
- 1960年　遺伝医学 - 井関尚栄（金原出版）
- 1971年　金沢大学医学部百年史 p499
- 1987年　臨床科学1987-01(23), p113〜118 私の恩師・井関尚栄先生 - 古川研（エースアート）